# Buttersäureester

Buttersäureester (oben) und Isobuttersäureester (unten). R ist ein Organyl-Rest (Alkyl-Rest, Alkenyl-Rest, Aryl-Rest, Arylalkyl-Rest etc.).

Die Buttersäureester (auch Butansäureester; ferner auch  Butyrate oder Butanoate) zeichnen sich  – im Gegensatz zu ihrer Stammverbindung Buttersäure – durch ihre wohlriechenden fruchtartigen Geruchsnoten aus. Sie zählen zu den Carbonsäureestern. Ihre Isomeren sind die Isobuttersäureester.

## Herstellung
Ihre Herstellung erfolgt:
- aus Buttersäure und den betreffenden Alkoholen in Gegenwart einer Mineralsäure als Katalysator
- durch Umsetzung des entsprechenden Säurechlorids bzw. Säureanhydrids mit den betreffenden Alkoholen

## Vorkommen und Eigenschaften

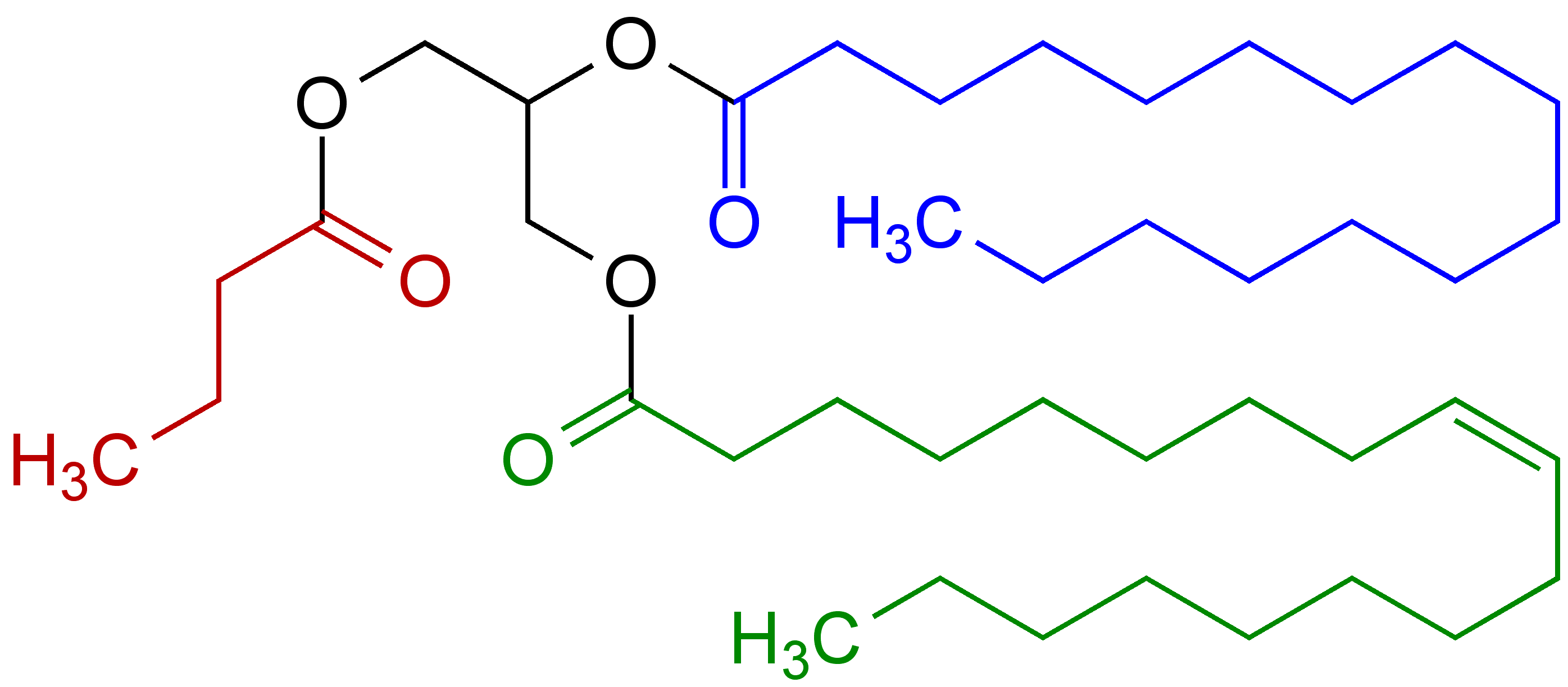
Typisches Triglycerid im Fettanteil von Butter
- mit dem blau markierten gesättigten Fettsäurerest der Palmitinsäure,
- dem grün markierten einfach ungesättigten Fettsäurerest der Ölsäure
- sowie dem rot markierten Rest der Buttersäure.
Im Zentrum ist das dreifach acylierte Glycerin (schwarz markiert) erkennbar.

Butter enthält Triglyceride (Ester des dreiwertigen Alkohols Glycerin mit Fettsäuren, darunter der Buttersäure). Wenn Butter verdirbt, entsteht u. a. Buttersäure, deren unangenehmer Geruch typisch für ranzige Butter ist.
Die niedermolekularen Buttersäureester sind farblose, flüchtige, brennbare Substanzen, die in Wasser unlöslich, aber mit organischen Lösungsmitteln mischbar sind.
Die einzelnen Ester können hinsichtlich ihrer Geruchsnote bestimmten Früchten zugeordnet werden:
- Buttersäuremethylester (Methylbutyrat) – Apfel[1]
- Buttersäureethylester (Ethylbutyrat) – Ananas[2]
- Buttersäurepropylester (Propylbutyrat) – Ananas, Aprikose[3]
- Buttersäurebutylester (Butylbutyrat) – Apfel[4], Ananas[5]
- Buttersäurepentylester (Pentylbutyrat) – Aprikose
- Buttersäureisopentylester (Isopentylbutyrat) – Birne

Buttersäureester kommen beispielsweise in folgenden Früchten vor:

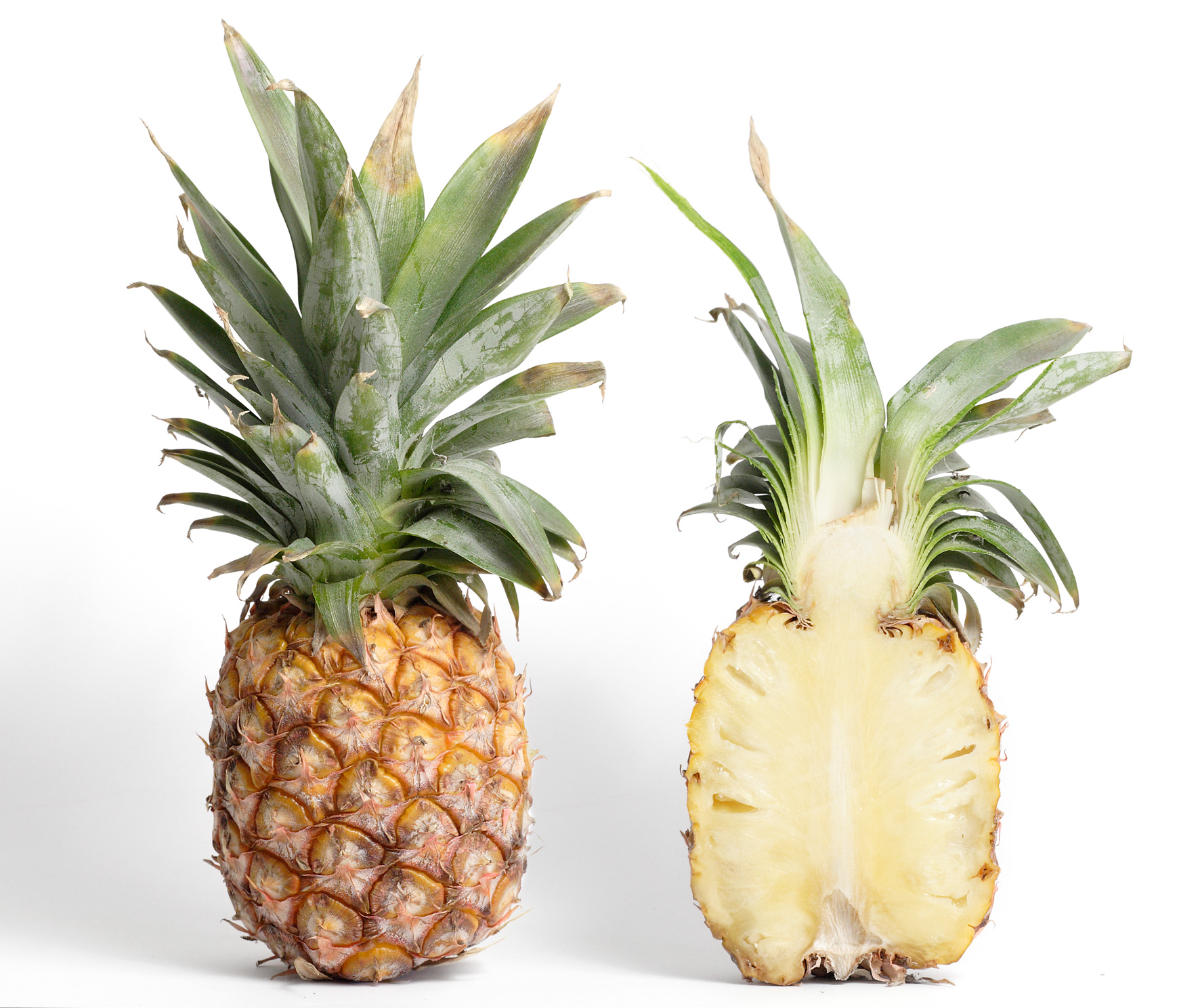
Ananas
Apfel
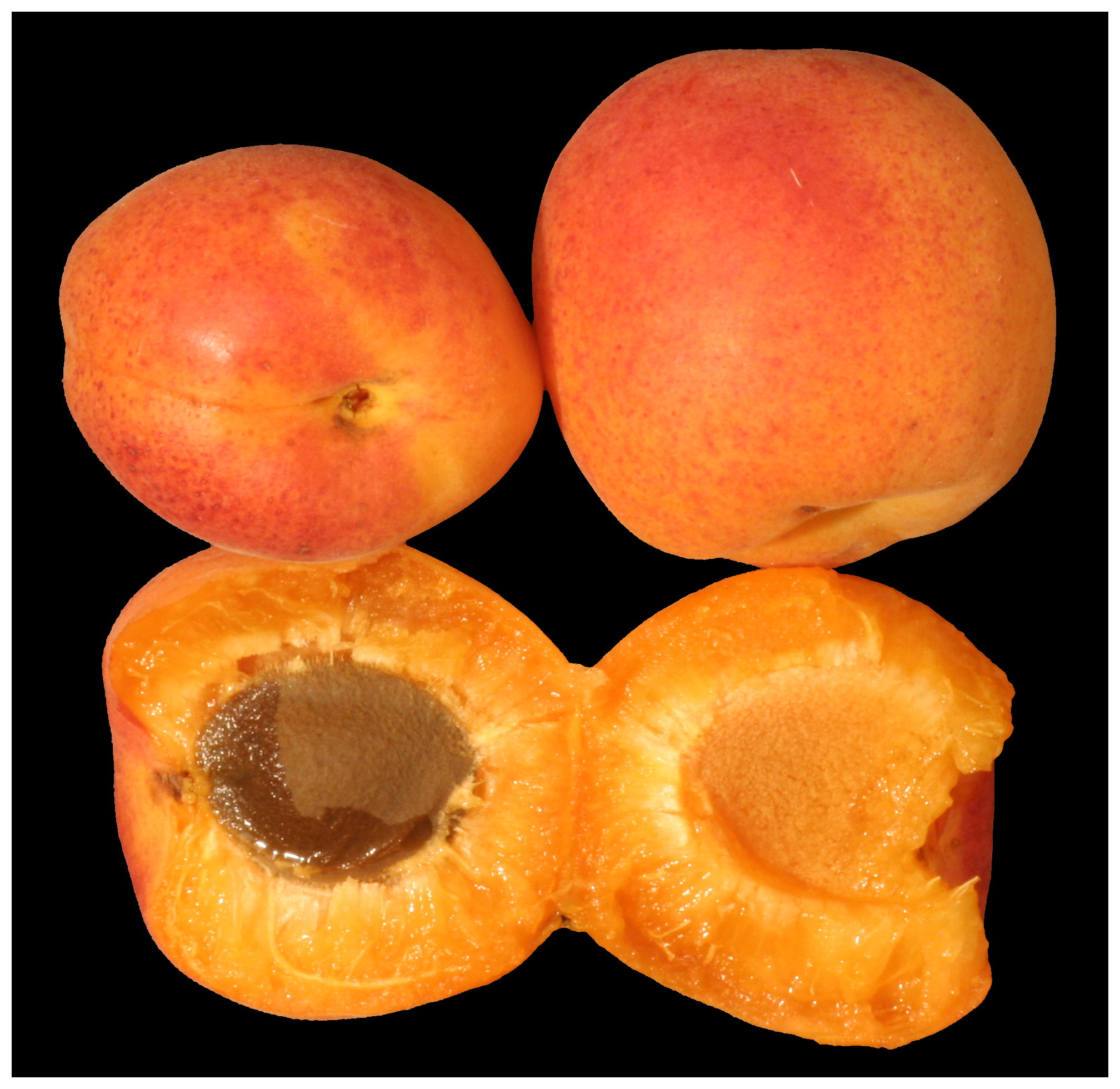
Aprikose
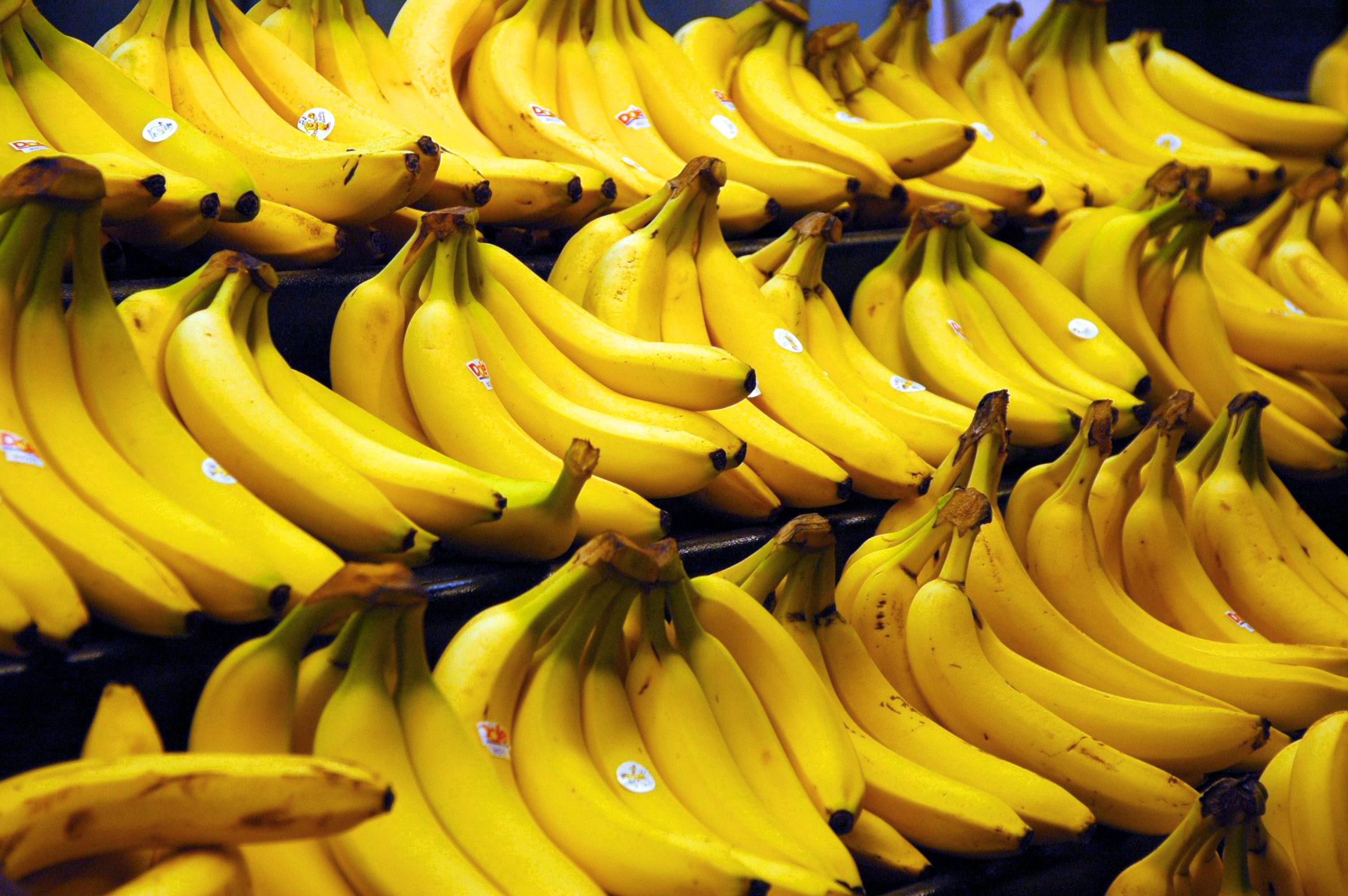
Banane
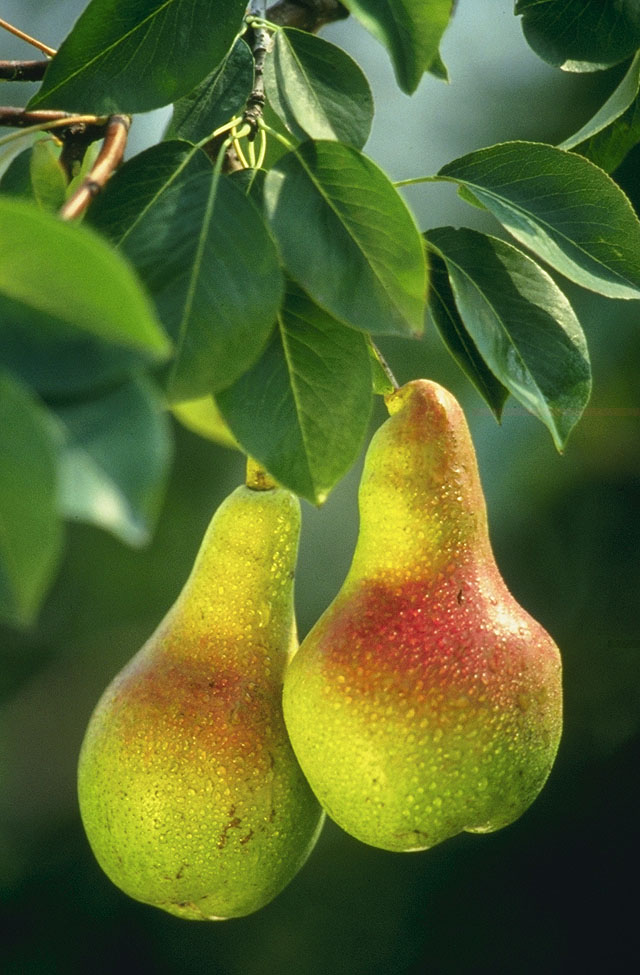
Birne
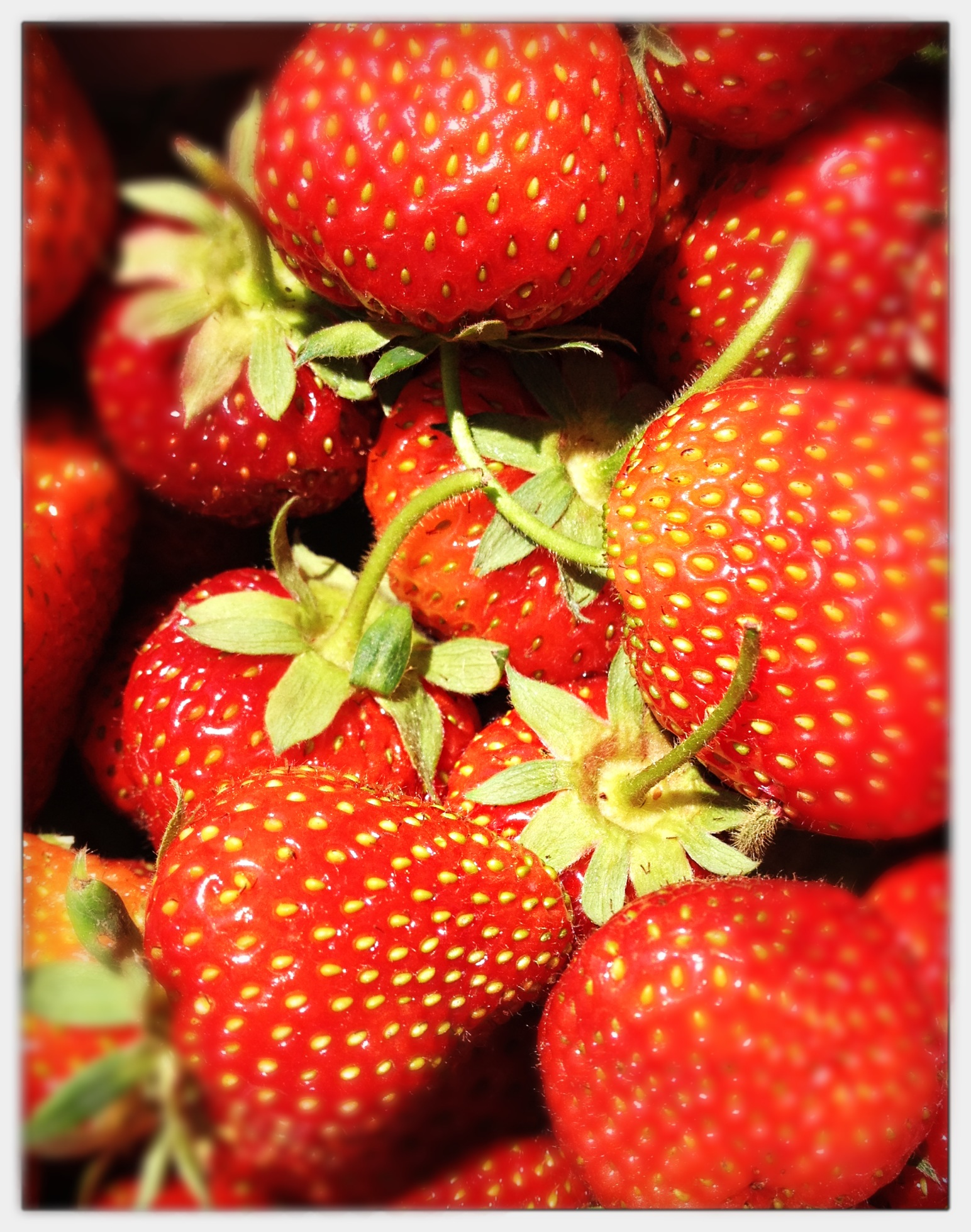
Erdbeere

## Verwendung
Es ergeben sich vielfältige Anwendungen für diese Verbindungen als Duft- und Aromastoffe. Teilweise werden Buttersäureester auch als Lösungsmittel verwendet.